# Saison 2011 des Rays de Tampa Bay
La Saison 2011 des Rays de Tampa Bay est la 14e saison en ligue majeure pour cette franchise.
La saison des Rays se termine en apothéose alors qu'ils se qualifient pour les séries éliminatoires comme meilleurs deuxièmes dans la Ligue américaine au dernier jour du calendrier régulier, après avoir complété un retour historique aux dépens des Red Sox de Boston. Au 1er septembre, le club accusait 9 parties de retard sur les Red Sox. En Série de divisions, ils sont éliminés par les Rangers du Texas pour un deuxième automne de suite.

## Intersaison

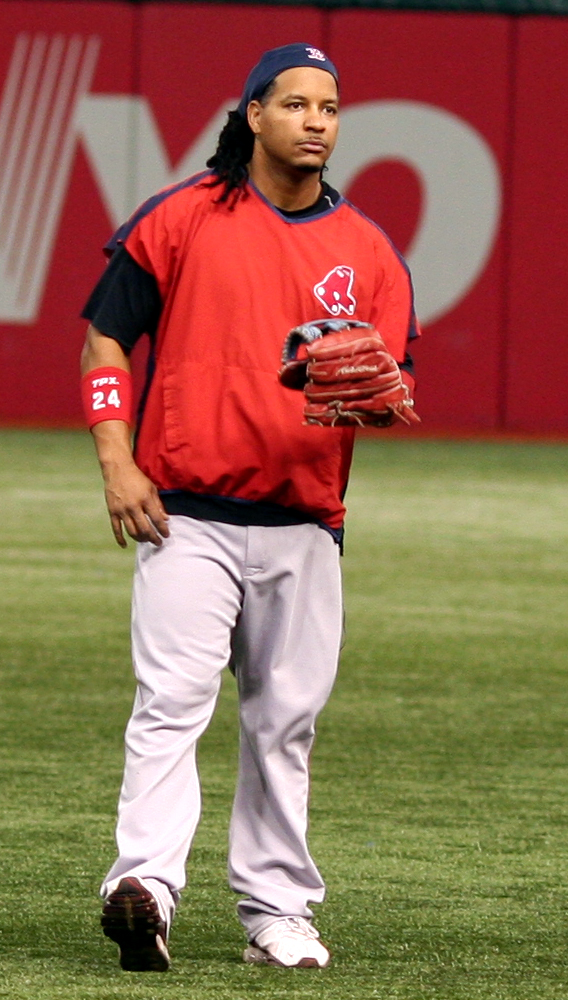
Manny Ramírez rejoint les Rays

### Arrivées
Le 17 décembre 2010, les Rays échangent le joueur d'arrêt-court Jason Bartlett aux Padres de San Diego contre quatre lanceurs : les droitiers Adam Russell, Brandon Gomes et Cole Figueroa, ainsi que le gaucher Cesar Ramos.
Le 8 janvier 2011, un échange impliquant huit est conclu entre les Rays et les Cubs de Chicago. En retour de Matt Garza, Fernando Perez et Zach Rosscup, Tampa obtient les voltigeurs Sam Fuld et Brandon Guyer, le receveur Robinson Chirinos, ainsi que deux jeunes ayant impressionné en ligues mineures, le lanceur droitier Chris Archer et le joueur d'arrêt-court Hak-Ju Lee.
agent libre, le lanceur de relève Kyle Farnsworth s'engage chez les Rays pour 3,25 millions de dollars. Également agent libre, le lanceur Joel Peralta signe à Tampa pour 900 000 dollars.
Le 21 janvier, le voltigeur Johnny Damon s'engage avec les Rays pour une saison. Il devrait recevoir un salaire de 5,25 millions de dollars. Le même jour, Manny Ramírez s'engage pour une saison en échange de 2 millions de dollars.
Le 28 janvier, le lanceur de relève Rob Delaney est réclamé au ballottage par les Rays de Tampa Bay.

### Départs
Devenus agents libres, les lanceurs Rafael Soriano, Grant Balfour, Chad Qualls, Lance Cormier, Dan Wheeler, Randy Choate et Joaquín Benoit quittent les Rays. Même situation pour le receveur Dioner Navarro, le joueur de premier but Carlos Peña et les voltigeurs Gabe Kapler, Brad Hawpe et Rocco Baldelli. Le lanceur partant Matt Garza et le joueur de champ extérieur Fernando Perez sont échangés.

### Grapefruit League
33 rencontres de préparation sont programmées du 26 février au 30 mars à l'occasion de cet entraînement de printemps 2011 des Rays.
Avec 15 victoires et 14 défaites, les Rays terminent septièmes de la Grapefruit League et enregistrent la septième meilleure performance des clubs de la Ligue américaine.

## Saison régulière

### Classement
| Ligue américaine (Division Est) | V  | D  | %    | GB |
| ------------------------------- | -- | -- | ---- | -- |
| Yankees de New York             | 97 | 65 | .599 | -  |
| Rays de Tampa Bay               | 91 | 71 | .562 | 6  |
| Red Sox de Boston               | 90 | 72 | .556 | 7  |
| Blue Jays de Toronto            | 81 | 81 | .500 | 16 |
| Orioles de Baltimore            | 69 | 93 | .426 | 28 |

### Résultats
| Légende           | Légende          | Légende       |
| victoire des Rays | défaite des Rays | match reporté |
| ----------------- | ---------------- | ------------- |

#### Avril
Après avoir joué cinq matchs sous les couleurs des Rays, Manny Ramírez annonce son départ à la retraite le 8 avril à la suite d'une nouvelle affaire de dopage.

#### Mai
| #  | Date    | Adversaire  | Score | Victoire       | Défaite       | Sauvetage  | Affluence | Bilan |
| -- | ------- | ----------- | ----- | -------------- | ------------- | ---------- | --------- | ----- |
| 28 | 1er mai | Angels      | 6 - 5 | Thompson (1-1) | Peralta (1-1) | Walden (5) | 16 248    | 15-13 |
| 29 | 3 mai   | Blue Jays   |       |                |               |            |           |       |
| 30 | 4 mai   | Blue Jays   |       |                |               |            |           |       |
| 31 | 5 mai   | Blue Jays   |       |                |               |            |           |       |
| 32 | 6 mai   | @ Orioles   |       |                |               |            |           |       |
| 33 | 7 mai   | @ Orioles   |       |                |               |            |           |       |
| 34 | 8 mai   | @ Orioles   |       |                |               |            |           |       |
| 35 | 10 mai  | @ Indians   |       |                |               |            |           |       |
| 36 | 11 mai  | @ Indians   |       |                |               |            |           |       |
| 37 | 12 mai  | @ Indians   |       |                |               |            |           |       |
| 38 | 13 mai  | Orioles     |       |                |               |            |           |       |
| 39 | 14 mai  | Orioles     |       |                |               |            |           |       |
| 40 | 15 mai  | Orioles     |       |                |               |            |           |       |
| 41 | 16 mai  | Yankees     |       |                |               |            |           |       |
| 42 | 17 mai  | Yankees     |       |                |               |            |           |       |
| 43 | 18 mai  | @ Blue Jays |       |                |               |            |           |       |
| 44 | 19 mai  | @ Blue Jays |       |                |               |            |           |       |
| 45 | 20 mai  | @ Marlins   |       |                |               |            |           |       |
| 46 | 21 mai  | @ Marlins   |       |                |               |            |           |       |
| 47 | 22 mai  | @ Marlins   |       |                |               |            |           |       |
| 48 | 23 mai  | @ Tigers    |       |                |               |            |           |       |
| 49 | 24 mai  | @ Tigers    |       |                |               |            |           |       |
| 50 | 25 mai  | @ Tigers    |       |                |               |            |           |       |
| 51 | 27 mai  | Indians     |       |                |               |            |           |       |
| 52 | 28 mai  | Indians     |       |                |               |            |           |       |
| 53 | 29 mai  | Indians     |       |                |               |            |           |       |
| 54 | 30 mai  | Rangers     |       |                |               |            |           |       |
| 55 | 31 mai  | Rangers     |       |                |               |            |           |       |

## Draft
La Draft MLB 2011 se tient du 6 au 8 juin 2011 à Secaucus (New Jersey). Les Rays ont le vingt-troisième (compensation), le trente-et-unième (compensation) et le trente-deuxième choix.

## Affiliations en ligues mineures
| Niveau         | Equipe                  | Ligue                    | Manager            | Vic. | Déf. | Classement |
| -------------- | ----------------------- | ------------------------ | ------------------ | ---- | ---- | ---------- |
| AAA            | Durham Bulls            | International League     | Charlie Montoyo    |      |      |            |
| AA             | Montgomery Biscuits     | Southern League          | Billy Gardner, Jr. |      |      |            |
| Advanced A     | Charlotte Stone Crabs   | Florida State League     | Jim Morrison       |      |      |            |
| A              | Bowling Green Hot Rods  | Midwest League           | Brady Williams     |      |      |            |
| Short Season A | Hudson Valley Renegades | New York - Penn League   | Jared Sandberg     |      |      |            |
| Rookie         | Princeton Rays          | Appalachian League       | Mike Johns         |      |      |            |
| Rookie         | GCL Rays                | Gulf Coast League        |                    |      |      |            |
| Rookie         | DSL Rays                | Dominican Summer League  |                    |      |      |            |
| Rookie         | VSL Rays                | Venezuelan Summer League |                    |      |      |            |